# Faioa
Faioa ist eine unbewohnte Insel in der tonganischen Inselgruppe Vavaʻu. Die Insel liegt 3,1 Kilometer von der Hauptinsel Vavaʻu entfernt.
Faioa ist einen Kilometer lang, 250 Meter breit und hat eine Erhebung von 17 m. In der Nähe liegen die Inseln Umuna, Nuku und ʻOloʻua.